# 阿叙尔-阿叙雷特
阿叙尔-阿叙雷特（法語：Arsure-Arsurette，法語發音：[aʁsyʁ aʁsyʁɛt]）是法国汝拉省的一个市镇，位于该省东北部，属于隆斯勒索涅区。该市镇于1816年由原市镇阿叙尔（Arsure）和阿叙雷特（Arsurette）合并而成。

## 地理
阿叙尔-阿叙雷特（46°43'21"N, 6°4'57"E）面积12.56 平方千米，位于法国勃艮第-弗朗什-孔泰大區汝拉省，该省份为法国东部内陆省份，北起上索恩省，西北接科多尔省，西临索恩-卢瓦尔省，南至安省，东与杜省和瑞士接壤。
与阿叙尔-阿叙雷特接壤的市镇（或旧市镇、城区）包括：比莱屈、上丰西讷、比耶代迈松、吉卢瓦、弗拉罗、绍讷沃、沙泰尔布朗。

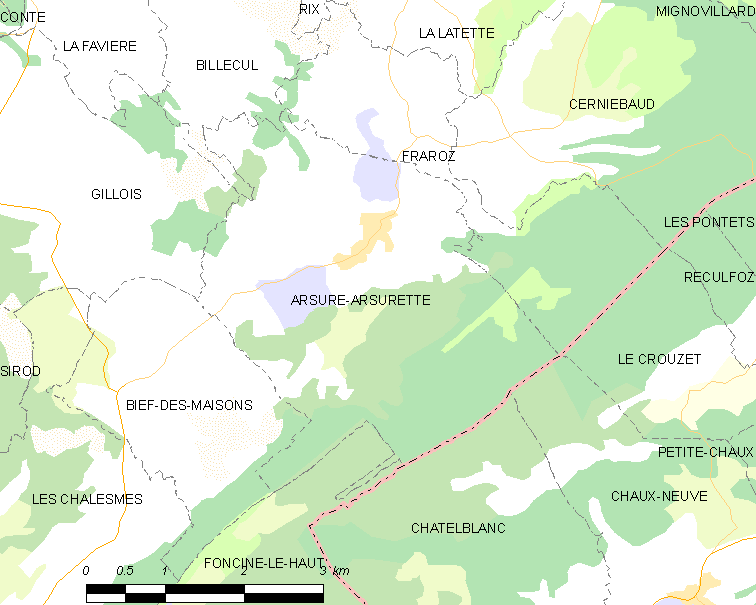
阿叙尔-阿叙雷特的OSM定位图

阿叙尔-阿叙雷特的时区为UTC+01:00、UTC+02:00（夏令时）。

## 行政
阿叙尔-阿叙雷特的邮政编码为39250，INSEE市镇编码为39020。

## 政治
阿叙尔-阿叙雷特所属的省级选区为圣洛朗昂格朗沃县。

## 人口

1962-2008年间阿叙尔-阿叙雷特人口变化图示

阿叙尔-阿叙雷特于2022年1月1日时的人口数量为100人。